# Atletiek op de Olympische Zomerspelen 2012 – 200 meter mannen

Officiële video

De 200 meter mannen op de Olympische Zomerspelen 2012 in Londen vond plaats op 7 augustus (series), 8 augustus (halve finales) en 9 augustus 2012 (finale). Usain Bolt uit Jamaica verlengde hier zijn titel.

## Records
Voorafgaand aan het toernooi waren dit het wereldrecord en het olympisch record.
| Wereldrecord     | Usain Bolt | 19,19 | Berlijn | 20 augustus 2009 |
| Olympisch record | Usain Bolt | 19,30 | Peking  | 20 augustus 2008 |

## Uitslagen
| Legenda |                                |
|         | Betekenis                      |
| Q       | Direct gekwalificeerd          |
| q       | Gekwalificeerd als tijdsnelste |
| PB      | Verbetering eigen beste tijd   |
| SB      | Beste seizoensprestatie        |
| NR      | Nationaal record               |
| =       | evenaring van prestatie        |

### Series
Heat 1
| Rang | Naam                    | Land | Tijd           | Opmerking |
| ---- | ----------------------- | ---- | -------------- | --------- |
| 1    | Usain Bolt              | JAM  | 20,39          | Q         |
| 2    | Aldemir da Silva Junior | BRA  | 20,53          | Q         |
| 3    | Isiah Young             | USA  | 20,55          | Q         |
| 4    | Alex Wilson             | SUI  | 20,57          | q         |
| 5    | Noah Akwu               | NGR  | 20,67          |           |
| 6    | Michael Herrera         | CUB  | 21,05          |           |
| 7    | Vyacheslav Muravyev     | KAZ  | 21,75          |           |
| 8    | Jidou El Moctar         | MTN  | 22,94          | PB        |
|      |                         |      | Wind: +0.9 m/s |           |

Heat 2
| Rang | Naam                        | Land | Tijd           | Opmerking |
| ---- | --------------------------- | ---- | -------------- | --------- |
| 1    | Christophe Lemaitre         | FRA  | 20,34          | Q         |
| 2    | Anaso Jobodwana             | RSA  | 20,46          | Q         |
| 3    | Aaron Brown                 | CAN  | 20,55          | Q, =PB    |
| 4    | Likoúrgos-Stéfanos Tsákonas | GRE  | 20,56          | q         |
| 5    | Rondel Sorrillo             | TRI  | 20,76          |           |
| 6    | Carlos Jorge                | DOM  | 21,02          |           |
| 7    | Cristián Reyes              | CHI  | 21,29          |           |
| 8    | Ibrahim Turay               | SLE  | 21,90          | PB        |
|      |                             |      | Wind: -0.1 m/s |           |

Heat 3
| Rang | Naam                | Land | Tijd           | Opmerking |
| ---- | ------------------- | ---- | -------------- | --------- |
| 1    | Maurice Mitchell    | USA  | 20,54          | Q         |
| 2    | Christian Malcolm   | GBR  | 20,59          | Q         |
| 3    | Michael Mathieu     | BAH  | 20,62          | Q         |
| 4    | Roberto Skyers      | CUB  | 20,66          |           |
| 5    | Shota Iizuka        | JPN  | 20,81          |           |
| 6    | Sibusiso Matsenjwa  | SWZ  | 20,93          | NR        |
| 7    | José Carlos Herrera | MEX  | 21,17          |           |
| 8    | Joel Redhead        | GRN  | 21,22          |           |
|      |                     |      | Wind: +1.1 m/s |           |

Heat 4
| Rang | Naam                | Land | Tijd          | Opmerking |
| ---- | ------------------- | ---- | ------------- | --------- |
| 1    | Yohan Blake         | JAM  | 20,38         | Q         |
| 2    | Bruno de Barros     | BRA  | 20,52         | Q         |
| 3    | Jaysuma Saidy Ndure | NOR  | 20,52         | Q         |
| 4    | Serhiy Smelyk       | UKR  | 20,65         |           |
| 5    | Paul Hession        | IRL  | 20,69         |           |
| 6    | Xie Zhenye          | CHN  | 20,69         |           |
| 7    | Mosito Lehata       | LES  | 20,74         |           |
|      |                     |      | Wind: 0.0 m/s |           |

Heat 5
| Rang | Naam            | Land | Tijd           | Opmerking |
| ---- | --------------- | ---- | -------------- | --------- |
| 1    | Warren Weir     | JAM  | 20,29          | Q         |
| 2    | Antoine Adams   | SKN  | 20,59          | Q         |
| 3    | Kamil Krynski   | POL  | 20,66          | Q         |
| 4    | Pavel Maslák    | CZE  | 20,67          |           |
| 5    | Tremaine Harris | CAN  | 20,70          |           |
| 6    | Marek Niit      | EST  | 20,82          | SB        |
| 7    | Reto Schenkel   | SUI  | 20,98          |           |
|      | Alonso Edward   | PAN  | DSQ            |           |
|      |                 |      | Wind: -0.4 m/s |           |

Heat 6
| Rang | Naam              | Land | Tijd           | Opmerking |
| ---- | ----------------- | ---- | -------------- | --------- |
| 1    | Alex Quiñónez     | ECU  | 20,28          | Q, NR     |
| 2    | Wallace Spearmon  | USA  | 20,47          | Q         |
| 3    | Shinji Takahira   | JPN  | 20,57          | Q         |
| 4    | Brendan Christian | ANT  | 20,63          | q, SB     |
| 5    | Jonathan Åstrand  | FIN  | 20,73          | SB        |
| 6    | Aziz Ouhadi       | MAR  | 20,80          |           |
| 7    | Sandro Viana      | BRA  | 21,05          |           |
|      | Ben Youssef Méité | CIV  | DNS            |           |
|      |                   |      | Wind: +0.7 m/s |           |

Heat 7
| Rang | Naam                      | Land | Tijd           | Opmerking |
| ---- | ------------------------- | ---- | -------------- | --------- |
| 1    | Churandy Martina          | NED  | 20,58          | Q         |
| 2    | Kei Takase                | JPN  | 20,72          | Q         |
| 3    | Jared Connaughton         | CAN  | 20,72          | Q         |
| 4    | Amr Ibrahim Mostafa Seoud | EGY  | 20,81          |           |
| 5    | Arnaldo Abrantes          | POR  | 20,88          |           |
| 6    | James Ellington           | GBR  | 21,23          |           |
| 7    | Trevorvano Mackey         | BAH  | 21,28          |           |
| 8    | Jean-Yves Esparon         | SEY  | 21,99          |           |
|      |                           |      | Wind: +0.8 m/s |           |

### Halve finale
Heat 1
| Rang | Naam                        | Land | Tijd           | Opmerking |
| ---- | --------------------------- | ---- | -------------- | --------- |
| 1    | Yohan Blake                 | JAM  | 20,01          | Q         |
| 2    | Wallace Spearmon            | USA  | 20,02          | Q         |
| 3    | Christophe Lemaitre         | FRA  | 20,03          | q         |
| 4    | Jaysuma Saidy Ndure         | NOR  | 20,42          |           |
| 5    | Likoúrgos-Stéfanos Tsákonas | GRE  | 20,52          | =PB       |
| 6    | Bruno de Barros             | BRA  | 20,55          |           |
| 7    | Jared Connaughton           | CAN  | 20,64          |           |
| 8    | Kei Takase                  | JPN  | 20,70          |           |
|      |                             |      | Wind: -0.5 m/s |           |

Heat 2
| Rang | Naam                    | Land | Tijd           | Opmerking |
| ---- | ----------------------- | ---- | -------------- | --------- |
| 1    | Usain Bolt              | JAM  | 20,18          | Q         |
| 2    | Anaso Jobodwana         | RSA  | 20,27          | Q, PB     |
| 3    | Alex Quiñónez           | ECU  | 20,37          | q         |
| 4    | Aaron Brown             | CAN  | 20,42          | PB        |
| 5    | Aldemir da Silva Junior | BRA  | 20,63          |           |
| 6    | Kamil Krynski           | POL  | 20,83          |           |
| 7    | Alex Wilson             | SUI  | 20,85          |           |
| 8    | Isiah Young             | USA  | 20,89          |           |
|      |                         |      | Wind: -0.6 m/s |           |

Heat 3
| Rang | Naam              | Land | Tijd           | Opmerking |
| ---- | ----------------- | ---- | -------------- | --------- |
| 1    | Churandy Martina  | NED  | 20,17          | Q         |
| 2    | Warren Weir       | JAM  | 20,28          | Q         |
| 3    | Christian Malcolm | GBR  | 20,51          |           |
| 4    | Maurice Mitchell  | USA  | 20,56          |           |
| 5    | Brendan Christian | ANT  | 20,58          | SB        |
| 6    | Shinji Takahira   | JPN  | 20,77          |           |
|      | Antoine Adams     | SKN  | DSQ            |           |
|      | Michael Mathieu   | BAH  | DSQ            |           |
|      |                   |      | Wind: -0.4 m/s |           |

### Finale
| Rang   | Baan | Naam                | Land | Tijd           | Opmerking |
| ------ | ---- | ------------------- | ---- | -------------- | --------- |
| Goud   | 7    | Usain Bolt          | JAM  | 19,32          |           |
| Zilver | 4    | Yohan Blake         | JAM  | 19,44          |           |
| Brons  | 8    | Warren Weir         | JAM  | 19,84          | PB        |
| 4      | 6    | Wallace Spearmon    | USA  | 19,90          |           |
| 5      | 5    | Churandy Martina    | NED  | 20,00          |           |
| 6      | 2    | Christophe Lemaitre | FRA  | 20,19          |           |
| 7      | 3    | Alex Quiñónez       | ECU  | 20,57          |           |
| 8      | 9    | Anaso Jobodwana     | RSA  | 20,69          |           |
|        |      |                     |      | Wind: +0.4 m/s |           |